# Büraberg
Der Büraberg ist die 274,9 m ü. NHN hohe nordöstlichste Randhöhe des Hessenwaldes. Er liegt bei dem Fritzlarer Stadtteil Ungedanken im hessischen Schwalm-Eder-Kreis. Mit dem ihm nordöstlich gegenüberliegenden Eckerich (266 m) bildet der Büraberg am Austritt der Eder aus der Wildunger Senke in das Fritzlar-Waberner-Becken die Porta Hassiaca. Auf dem Berg befinden sich Reste der Büraburg und die Kapelle St. Brigida.

## Geographie

### Lage
Der Büraberg liegt – im Gegenuhrzeigersinn betrachtet – zwischen den Fritzlarer Stadtteilen Ungedanken direkt im Westen, Rothhelmshausen im Südsüdwesten, der 2,7 km entfernten Fritzlarer Kernstadt im Ostnordosten und Geismar im Nordnordosten. Sein vom nahen Ruppenberg (296,7 m) im Südwesten zum Büraberg überleitender Bergsporn fällt nach Norden und Nordosten steil in das Tal der Eder ab. In diese mündet nördlich von Ungedanken kurz nach im Dorf gelegener Aufnahme des Ruppenbachs der südwestlich des Ruppenbergs und westlich des Bürabergs fließende Osterbach.

### Naturräumliche Zuordnung
Der Büraberg gehört in der naturräumlichen Haupteinheitengruppe Westhessisches Bergland (Nr. 34) und in der Haupteinheit Ostwaldecker Randsenken (341) zur Untereinheit Hessenwald (341.6). Nach Norden fällt die Landschaft in den zur Untereinheit Wildunger Senke (341.5) zählenden Naturraum Wegaer Ederaue (341.51) ab und nach Nordosten in den zur Untereinheit Naumburger Senken und Rücken (341.4) gehörenden Naturraum Elbergrund (341.41). Nach Osten fällt sie in die zum Naturraum Waberner Ebene (343.21) zählende Fritzlarer Ederflur (343.211) ab und nach Südosten in den Naturraum Großenengliser Platte (343.22), die in der Haupteinheit Westhessische Senke (343) zu der Untereinheit Hessengau (343.2) zählen.

## Schutzgebiete
An den Nordfuß des Bürabergs stoßen diese im Edertal gelegenen Schutzgebiete: Naturschutzgebiet Schlämmteiche bei Geismar (CDDA-Nr. 165399; 1985 ausgewiesen; 27,27 ha groß), Landschaftsschutzgebiet Auenverbund Eder (CDDA-Nr. 378400; 1993; 45,0585 km²), Fauna-Flora-Habitat-Gebiet Untere Eder (FFH-Nr. 4822-304; 16,659 km²) und Vogelschutzgebiet Ederaue (VSG-Nr. 4822-402; 30,9557 km²).

## Geschichte

### Büraburg
Das Plateau auf dem Büraberg war seit Jahrtausenden immer wieder besiedelt (u. a. Jungpaläolithikum, Michelsberger Kultur, La-Tène-Zeit und Römische Kaiserzeit). An der damaligen Grenze zwischen fränkischem und sächsischem Siedlungsgebiet und oberhalb einer wichtigen Furt durch die Eder liegend bot sich die Erhebung zur Anlage einer starken fränkischen Grenzfestung an, der Büraburg. Sie wurde um 680 auf den Resten einer Befestigung aus der Zeit der Völkerwanderung angelegt, hatte etwa 8 ha Innenraum, eine wenigstens 1,50 m breite Mörtelmauer, mehrere Türme und drei Tore. An den besonders gefährdeten Stellen wurden mehrere Spitzgräben gezogen. Auf dem östlichen Teil des Bergsporns befand sich im frühen Mittelalter keine Vorburgsiedlung, dieses Areal war zu dieser Zeit unbebaut. Um 700 wurde die Befestigung durch breitere (ca. 1,80 m) Mauern verstärkt. Die Tore wurden ausgebaut. Über die Innenbesiedlung insgesamt kann bislang nur spekuliert werden (Pfostenbauten, Ständerhäuser auf steinernem Unterzügen oder Kellern, Grubenhäuser). Um 750 wurden die Mauern wegen der Gefahr von Einfällen durch Sachsen noch einmal verstärkt, auf etwa 2,70 m Breite.

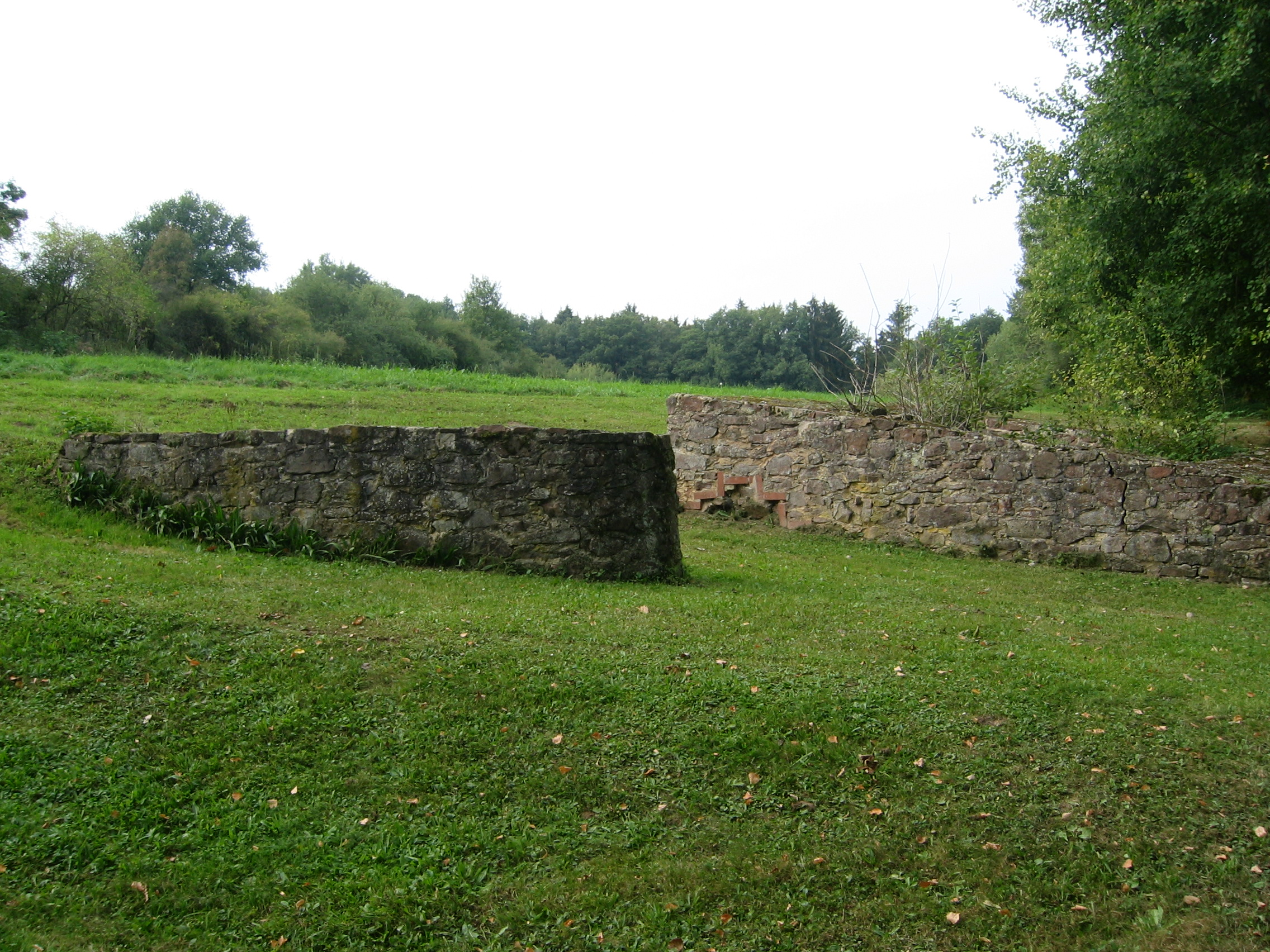
Reste der Büraburg

Der im Jahre 722 vom Papst mit der Missionierung vor allem der Chatten und der Neuorganisation der Kirche im Raum nordöstlich von Main und Rhein betraute Bonifatius wählte die Büraburg als Stützpunkt seiner Missionstätigkeit und errichtete dort im Jahre 742 auch den ersten hessischen Bischofssitz. Das Bistum Büraberg wurde allerdings schon 755, noch vor dem Tod des ersten und einzigen Bischofs, Witta († 760), durch Lullus dem Sprengel des Erzbistums Mainz eingegliedert.
Im Jahre 774 belagerten Sachsen während der Sachsenkriege Karls des Großen auch die Büraburg, wo die Bevölkerung Fritzlars Schutz gesucht hatte. Sie plünderten und brandschatzten die Stadt, konnten aber die Burg nicht einnehmen.
Nach der endgültigen Unterwerfung der Sachsen verlor die Büraburg ihre militärische Bedeutung. Spätestens ab der Mitte des 9. Jahrhunderts verlagerte sich der Schwerpunkt der Besiedlung nach Fritzlar, und schon im 13. Jahrhundert war der Büraberg nicht mehr bewohnt.

### Kapelle St. Brigida

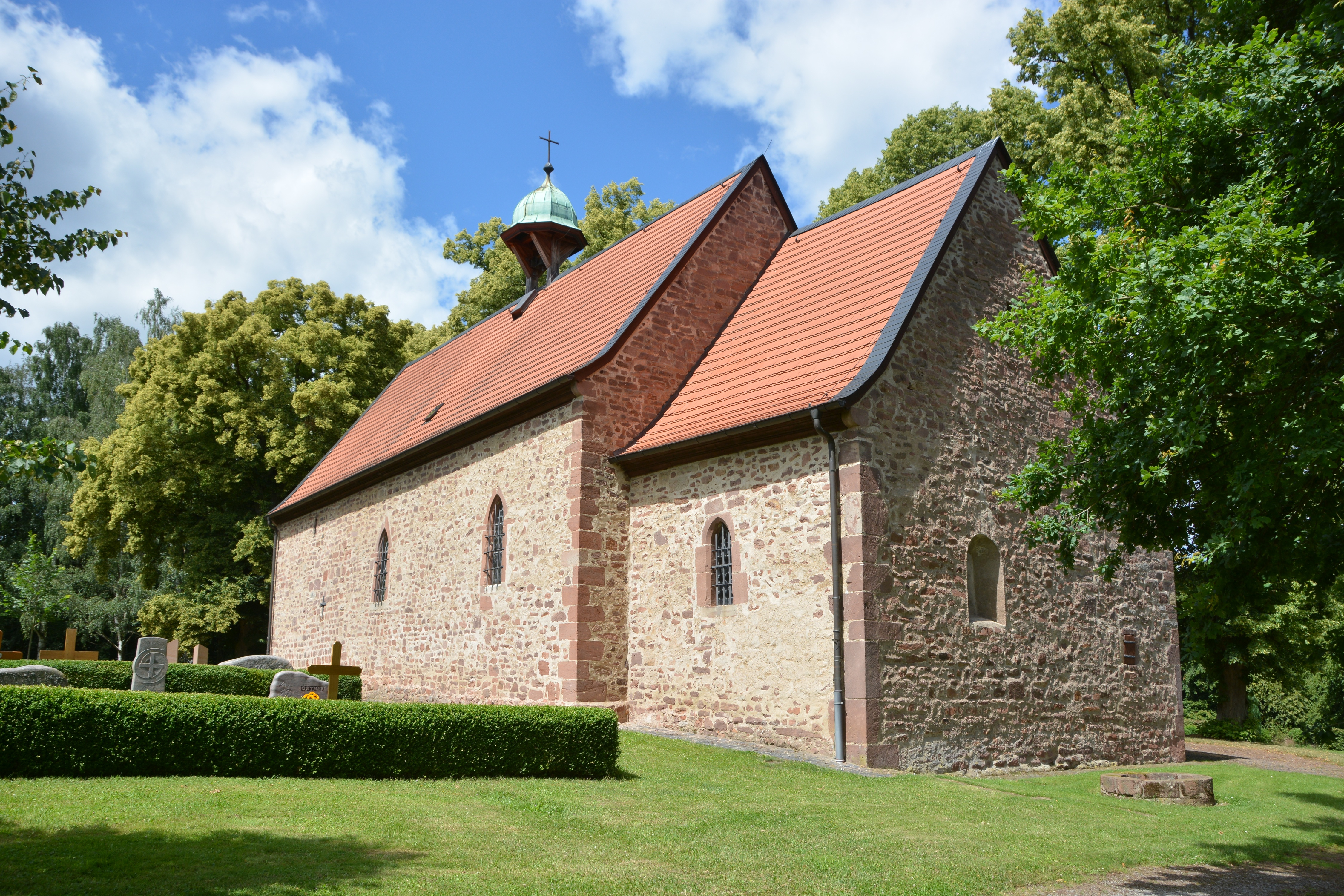
St. Brigida-Kapelle

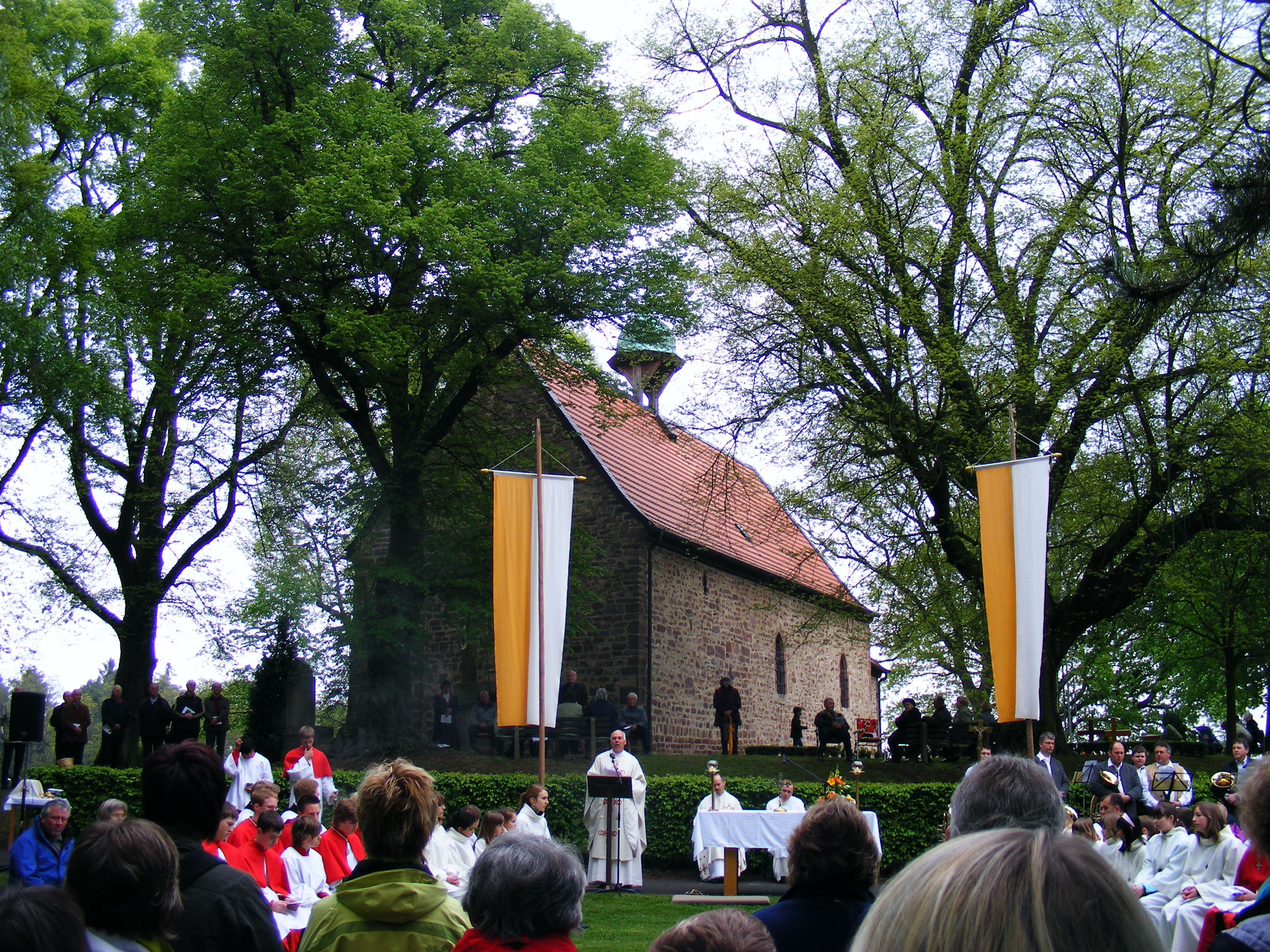
Gottesdienst nach der Büraberg-Prozession am Bittsonntag, 9. Mai 2010

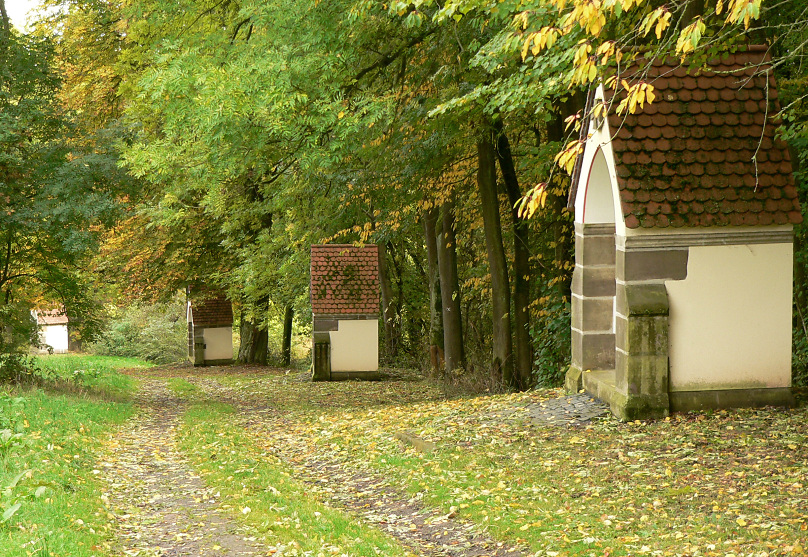
Kreuzwegstationen auf dem Büraberg

Auf dem Büraberg entstand als Zentrum der Büraburg auch die der irischen Nationalheiligen Brigida geweihte Kapelle St. Brigida. Ältester erhaltener Bauteil ist die Chorbogenwand, die mittels Radiokohlenstoffdatierung von Holzkohlepartikeln im Kalkmörtel in den Zeitraum 543 bis 668 und 558 bis 667 datiert werden konnte. Damit würde es sich um den in seinen Ursprüngen ältesten Kirchenbau östlich bzw. nördlich des Obergermanisch-Raetischen Limes handeln.
An der Genauigkeit der C-14-Analysen nach der Radiokarbonmethode besteht kein Anlass zu zweifeln, jedoch ist zu fragen, ob die aus dem Mauermörtel der Chorbogenwand entnommenen Holzproben, die für diese Analysen verwendet wurden, nicht von Hölzern stammen, die erst in Zweitnutzung bei der Herstellung des Mörtels verwendet wurden. Nach den Ergebnissen der Ausgrabung im nicht weit von der Büraburg entfernten Sondershausen ist auch nicht auszuschließen, dass die St. Brigida-Kapelle ursprünglich ein sakraler Bau gewesen ist, der heidnische Bezüge aufwies und erst durch angelsächsische Missionare (zu denken wäre hier an den vor Bonifatius in Thüringen wirkenden Willibrord) christlich umgewidmet wurde. Ähnliches wird von dem in Sondershausen ausgegrabenen zweischiffigen Gebäude am Rande des merowingischen Friedhofs angenommen.
Neben der Kapelle St. Brigida liegt ein Friedhof.
St. Brigida ist seit 1773 ein Ziel jährlicher Prozessionen und Wallfahrten. Am 5. Sonntag nach Ostern (dem Bittsonntag) ziehen alljährlich katholische Gläubige unter anderem aus Fritzlar und Ungedanken in einer Prozession zur Kapelle.

## Verkehr und Wandern
Nördlich vorbei am Büraberg führt die Bundesstraße 253 flussabwärts betrachtet entlang der Eder von Bad Wildungen im Westen durch Ungedanken zur nahe Fritzlar gelegenen Anschlussstelle Wabern der Bundesautobahn 49 im Südosten. Von dieser Straße zweigt in Ungedanken die in Richtung Südsüdosten nach Rothhelmshausen verlaufende Kreisstraße 75 ab, die ab diesem Dorf nordostwärts zur B 253 verläuft. Von dieser Straße wiederum zweigt auch in Ungedanken die Bürabergstraße ab, die zum auf der Gipfelregion der Erhebung gelegenen Wandererparkplatz führt. Parallel zur B 253 verläuft die Bahnstrecke Wabern–Bad Wildungen mit Haltepunkt in Ungedanken.
Über den Büraberg verlaufen der 139 km lange Bonifatiuspfad, der unter anderem auch durch Fritzlar und Borken in Hessen führt, und der 326 km lange Barbarossaweg, der von Korbach in Hessen nach Tilleda in Thüringen verläuft und ein Teilstück des Wanderweges der Deutschen Einheit bildet. Auf dem Gipfel endet ein von Ostnordosten aus dem Edertal (B 253) kommender Kreuzweg.